# Sindrome di Kleine-Levin
La sindrome di Kleine-Levin è un raro disturbo del sonno, facente parte del gruppo delle ipersonnie ricorrenti.
La sua prima descrizione avvenne nel 1925 ad opera di Kleine cui poi seguì un lavoro di Levin che nel 1936 descrisse 7 casi di persone caratterizzate dalla presenza di eccessiva sonnolenza diurna (ESD) e di fame patologica.
I successivi lavori di Hoffman nel 1942 e di Chritchley nel 1962 permisero di individuare i tratti caratteristici di tale patologia: comparsa prevalente nel sesso maschile durante l'età adolescenziale, fame patologica abnorme e tendenza alla guarigione spontanea.

## Caratteristiche cliniche[1]
La malattia, come si è detto, compare prevalentemente nel sesso maschile, e si suppone che questa sia una caratteristica peculiare di tale patologia anche perché i casi femminili, che sono stati riportati, sono stati oggetto di critiche, per la possibilità che si tratti di episodi di ipersonnia catameniale. L'età di insorgenza è situata tra i 10 ed i 20 anni e può comparire in maniera brusca oppure gradualmente.
La persona accusa una forte sonnolenza che lo spinge a mettersi a letto, a dormire e a passare in questo stato buona parte delle ore del giorno. Il sonno può essere variabile: calmo o agitato con la presenza o meno di un'attività onirica intensa o diversi tipi di parasonnie.
Durante la veglia, invece, la persona è apatica con un eloquio incoerente oppure può presentare irrequietezza.
È inoltre presente una iperfagia compulsiva scatenata dalla visione del cibo che può determinare anche un aumento di peso il quale, di conseguenza, può portare al manifestarsi di condizioni mediche come l'apnea ostruttiva del sonno.
Un altro tratto saliente, nei casi tipici, è la caduta dei freni inibitori con comparsa di una ipersessualità sfrenata ed indifferenziata. La persona può effettuare proposte esplicite a persone di entrambi i sessi.
Gli episodi possono durare da un giorno ad alcune settimane, con una graduale risoluzione delle manifestazioni. La persona, al termine dell'attacco, può presentare un breve periodo di depressione o di eccitazione di tipo maniacale e spesso ricorda poco del precedente periodo.
Gli episodi possono riproporsi a distanza di sei mesi o di un anno e, col passare del tempo, tendono ad essere più brevi e più distanziati tra loro fino ad una definitiva scomparsa.
Gli esami elettroencefalografici, effettuati durante gli episodi di ESD, non sembrano essere molto caratteristici: a volte sono normali o presentano un tracciato rallentato aspecifico con presenza di fusi sigma o attività parossistiche. Sono stati segnalati anche casi in cui l'addormentamento è avvenuto direttamente in fase REM.
Gli esami neuroradiologici e biochimici risultano negativi e non vi è associazione con il gruppo HLA tipico della narcolessia.

## Fisiopatologia
Al momento non si hanno evidenze che permettano di avere un'idea dei fenomeni in atto. Si ritiene semplicemente che, vista la tipologia delle manifestazioni, si possa avere una disfunzione del sistema mesencefalico-ipotalamico-limbico e che, secondo alcuni, alla base possa esservi una manifestazione infettiva visto che, in un buon numero di casi, la malattia compare poco dopo uno stato infiammatorio.
Recentemente, inoltre, è stata avanzata anche la possibilità che vi possa essere una situazione di autoimmunità visto anche che in un campione di 30 persone affette da questa condizione è stata riscontrata un'associazione significativa con l'allele HLA-DQB1*0201.

## Terapia
Si rivolge a bloccare l'ESD e a prevenirne i successivi. Gli attacchi di sonnolenza vengono controllati tramite farmaci psicostimolanti: anfetamine, metilfenidato o pemolina. La terapia preventiva, invece, si avvale dell'uso dei sali di litio con i quali si ottengono dei buoni risultati.